# Duval County Challenge 2021
Die Duval County Challenge 2021 war eine Leichtathletik-Veranstaltung die am 31. Mai 2021 im Jax Track at Hodges Stadium in Jacksonville im US-Bundesstaat Florida stattfand. Es war Teil der World Athletics Continental Tour zählte zu den Bronze-Meetings, der dritthöchsten Kategorie dieser Leichtathletik-Serie.

## Resultate

### Männer

#### 100 m
| Platz | Athlet               | Land | Zeit (s) |
| ----- | -------------------- | ---- | -------- |
| 1     | Ronnie Baker         | USA  | 09,99    |
| 2     | Yohan Blake          | JAM  | 10,09    |
| 3     | Marvin Bracy-William | USA  | 10,11    |
| 4     | Chris Belcher        | USA  | 10,11    |
| 5     | Devin Quinn          | USA  | 10,19    |
| 6     | Chris Royster        | USA  | 10,20    |
| 7     | Andrew Hudson        | USA  | 10,29    |
| 8     | Bismark Boateng      | CAN  | 10,44    |
|       | Bryce Robinson       | USA  | DNS      |

Wind: +1,3 m/s

#### 200 m
| Platz | Athlet           | Land | Zeit (s) |
| ----- | ---------------- | ---- | -------- |
| 1     | Erriyon Knighton | USA  | 20,11    |
| 2     | Trayvon Bromell  | USA  | 20,20    |
| 3     | Zharnel Hughes   | GBR  | 20,30    |
| 4     | Brandon Carnes   | USA  | 20,61    |
| 5     | Adam Gemili      | GBR  | 20,69    |
| 6     | Brendon Rodney   | CAN  | 20,78    |
| 7     | Jahnoy Thompson  | JAM  | 21,25    |
|       | Divine Oduduru   | NGR  | DNS      |

Wind: +1,6 m/s

#### 400 m
| Platz | Athlet             | Land | Zeit (s) |
| ----- | ------------------ | ---- | -------- |
| 1     | Michael Cherry     | USA  | 44,74    |
| 2     | Justin Robinson    | USA  | 45,00    |
| 3     | Deon Lendore       | TTO  | 45,16    |
| 4     | Christopher Taylor | JAM  | 45,75    |
| 5     | Will Londan        | USA  | 46,04    |
| 6     | Nathan Strother    | USA  | 46,14    |
| 7     | Valente Mendoza    | MEX  | 46,24    |
| 8     | Chidi Okezie       | NGR  | 47,11    |
| 8     | Hunter Woodhall    | USA  | 48,36    |

#### 110 m Hürden
| Platz        | Athlet          | Land | Zeit (s) |
| ------------ | --------------- | ---- | -------- |
| 1            | Grant Holloway  | USA  | 13,10    |
| 2            | Devon Allen     | USA  | 13,22    |
| 3            | Daniel Roberts  | USA  | 13,23    |
| 4            | Michael Dickson | USA  | 13,31    |
| 5            | Orlando Bennett | JAM  | 13,47    |
| 6            | Ruebin Walters  | TTO  | 13,50    |
| 7            | Isaiah Moore    | USA  | 13,56    |
|              | Omar McLeod     | JAM  | DNS      |
| Aaron Mallet | USA             | DNS  |          |

Wind: +1,1 m/s

#### 400 m Hürden
| Platz | Athlet         | Land | Zeit (s) |
| ----- | -------------- | ---- | -------- |
| 1     | Quincy Hall    | USA  | 49,04    |
| 2     | Amere Lattin   | USA  | 49,34    |
| 3     | Andre Clarke   | JAM  | 49,48    |
| 4     | CJ Allen       | USA  | 49,75    |
| 5     | Aldrich Bailey | USA  | 50,39    |
| 6     | TJ Holmes      | USA  | 51,22    |
|       | Shawn Rowe     | JAM  | DNS      |

#### Kugelstoßen
| Platz | Athletin         | Land | Weite (m) |
| ----- | ---------------- | ---- | --------- |
| 1     | Payton Otterdahl | USA  | 21,34     |
| 2     | Josh Awotunde    | USA  | 21,08     |
| 3     | Nick Ponzio      | USA  | 20,92     |
| 4     | O’Dayne Richards | JAM  | 19,70     |
| 5     | Jack Flood       | USA  | 13,52     |

### Frauen

#### 100 m
| Platz | Athlet            | Land | Zeit (s) |
| ----- | ----------------- | ---- | -------- |
| 1     | Briana Williams   | JAM  | 10,98    |
| 2     | Mikiah Brisco     | USA  | 11,09    |
| 3     | Dezerea Bryant    | USA  | 11,14    |
| 4     | Kayla White       | USA  | 11,18    |
| 5     | Tianna Bartoletta | USA  | 11,19    |
| 6     | Daryll Neita      | GBR  | 11,21    |
| 7     | Tynia Gaither     | BAH  | 11,39    |
| 8     | English Gardner   | USA  | 11,69    |
|       | Gabrielle Thomas  | USA  | DNS      |

Wind: +1,0 m/s

#### 200 m
| Platz | Athlet            | Land | Zeit (s) |
| ----- | ----------------- | ---- | -------- |
| 1     | Brittany Brown    | USA  | 22,43    |
| 2     | Dezerea Bryant    | USA  | 22,47    |
| 3     | Kyra Jefferson    | USA  | 22,63    |
| 4     | Jodie Williams    | GBR  | 22,88    |
| 5     | Tynia Gaither     | BAH  | 22,93    |
| 6     | Morolake Akinosun | USA  | 23,11    |
| 7     | Madeline Price    | CAN  | 23,88    |
| 8     | Tina Martin       | USA  | 24,07    |

Wind: +1,0 m/s

#### 400 m
| Platz | Athlet            | Land | Zeit (s) |
| ----- | ----------------- | ---- | -------- |
| 1     | Allyson Felix     | USA  | 50,66    |
| 2     | Wadeline Jonathas | USA  | 51,00    |
| 3     | Gabrielle Thomas  | USA  | 51,15 PB |
| 4     | Maggie Barrie     | SLE  | 51,64    |
| 5     | Natasha Hastings  | USA  | 51,66    |
| 6     | Jessica Beard     | USA  | 51,82    |
| 7     | Jodie Williams    | GBR  | 52,01    |
|       | Chloe Abbott      | USA  | DNS      |

#### 100 m Hürden
| Platz | Athlet                | Land | Zeit (s) |
| ----- | --------------------- | ---- | -------- |
| 1     | Britany Anderson      | JAM  | 12,59    |
| 2     | Christina Clemons     | USA  | 12,64    |
| 3     | Danielle Williams     | JAM  | 12,65    |
| 4     | Cindy Sember          | GBR  | 12,76    |
| 5     | Gabriele Cunningham   | USA  | 12,77    |
| 6     | Tiffany Porter        | GBR  | 12,79    |
| 7     | Payton Chadwick       | USA  | 12,80    |
| 8     | Queen Clay-Harrison   | USA  | 13,05    |
|       | Jasmine Camacho-Quinn | PUR  | DSQ      |

Wind: +0,7 m/s

#### 400 m Hürden
| Platz | Athlet             | Land | Zeit (s) |
| ----- | ------------------ | ---- | -------- |
| 1     | Shamier Little     | USA  | 53,12    |
| 2     | Ronda Whyte        | JAM  | 54,33    |
| 3     | Shiann Salmon      | JAM  | 54,97    |
| 4     | Sage Watson        | CAN  | 55,47    |
| 5     | Cara Nnenya Hailey | USA  | 55,73    |
| 6     | Gianna Woodruff    | PAN  | 56,68    |
| 7     | Leah Nugent        | JAM  | 58,22    |
| 8     | Kiah Seymour       | USA  | 60,22    |
| 9     | Zuriel Reed        | USA  | 64,79    |